# Dolganos
Los dolganos (ruso: долганы; autodesignación: долган, тыа-киһи, һака (саха)) son un pueblo túrquico, que vive en el krai de Krasnoyarsk y república de Sajá, Rusia. El censo ruso de 2002 registró 7.261 individuos, de los cuales 5.517 viven en el ártico, en el distrito autónomo de Taimiria. Antiguamente los lingüistas consideraban la lengua dolgana como un dialecto del idioma yakuto, actualmente se considera una lengua autónoma.
La actual identidad dolgana se formó durante los siglos XIX y XX, cuando algunos ewenki, yakutos, nenets, y los llamados campesinos de la tundra, migraron a la región procedentes de las cuencas de los ríos Lena y Olenyok. Originalmente, los dolganos eran cazadores y pastores de renos. Finalmente fueron forzados a asentarse y formar koljoses durante la era stalinista y se dedicaron desde entonces, además del pastoreo de renos y la caza, a la producción de leche, la pesca y la horticultura.
La mayoría de los dolganos pertenece a la Iglesia ortodoxa rusa, pero entre ellos mantienen las creencias animistas tradicionales.